# Mane (Haute-Garonne)
Pour les articles homonymes, voir Mane.
Mane est une commune française située dans l'ouest du département de la Haute-Garonne, en région Occitanie.
Sur le plan historique et culturel, la commune est dans le pays de Comminges, correspondant à l’ancien comté de Comminges, circonscription de la province de Gascogne située sur les départements actuels du Gers, de la Haute-Garonne, des Hautes-Pyrénées et de l'Ariège. Exposée à un climat océanique altéré, elle est drainée par, l'Arbas, le ruisseau de la Justale et par divers autres petits cours d'eau. La commune possède un patrimoine naturel remarquable : un site Natura 2000 (« Garonne, Ariège, Hers, Salat, Pique et Neste »), un espace protégé (« la Garonne, l'Ariège, l'Hers Vif et le Salat ») et trois zones naturelles d'intérêt écologique, faunistique et floristique.
Mane est une commune rurale qui compte 961 habitants en 2022. Elle appartient à l'unité urbaine de Salies-du-Salat. Ses habitants sont appelés les Manois ou  Manoises.

## Géographie

### Localisation
La commune de Mane se trouve dans le département de la Haute-Garonne, en région Occitanie.
Elle se situe à 70 km à vol d'oiseau de Toulouse, préfecture du département, à 19 km de Saint-Gaudens, sous-préfecture, et à 44 km de Bagnères-de-Luchon, bureau centralisateur du canton de Bagnères-de-Luchon dont dépend la commune depuis 2015 pour les élections départementales.
La commune fait en outre partie du bassin de vie de Salies-du-Salat.
Les communes les plus proches sont : 
Touille (1,8 km), His (2,1 km), Salies-du-Salat (2,4 km), Montgaillard-de-Salies (2,8 km), Montsaunès (3,5 km), Castagnède (3,8 km), La Bastide-du-Salat (4,1 km), Figarol (4,4 km).
Sur le plan historique et culturel, Mane fait partie du pays de Comminges, correspondant à l’ancien comté de Comminges, circonscription de la province de Gascogne située sur les départements actuels du Gers, de la Haute-Garonne, des Hautes-Pyrénées et de l'Ariège.
Mane est limitrophe de six autres communes.
Les communes limitrophes sont  Figarol, His, Montgaillard-de-Salies, Montsaunès, Salies-du-Salat et Touille.
| Montsaunès | Salies-du-Salat        |         |
| Figarol    | Mane                   | Touille |
|            | Montgaillard-de-Salies | His     |

### Géologie et relief
La superficie de la commune est de 659 hectares ; son altitude varie de 294  à   414 mètres.

### Hydrographie

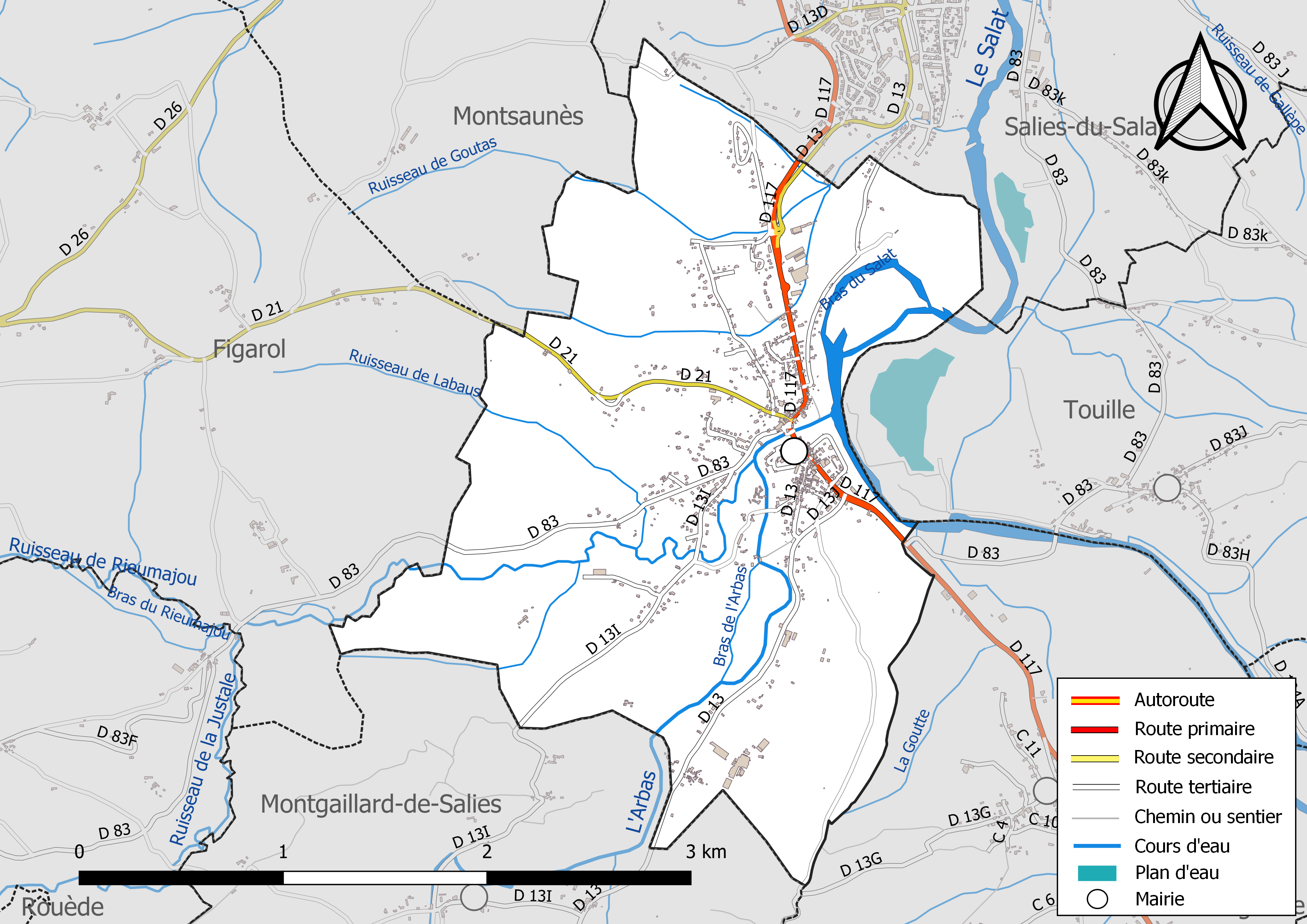
Réseaux hydrographique et routier de Mane.

La commune est dans le bassin de la Garonne, au sein du bassin hydrographique Adour-Garonne. Elle est drainée par le Salat, l'Arbas, le ruisseau de la Justale, un bras de l'Arbas, un bras du Salat, le ruisseau de Goutas, le ruisseau de Labaus et par divers petits cours d'eau, constituant un réseau hydrographique de 14 km de longueur totale,.

### Climat
Pour des articles plus généraux, voir Climat de l'Occitanie et Climat de la Haute-Garonne.
En 2010, le climat de la commune est de type climat océanique altéré, selon une étude s'appuyant sur une série de données couvrant la période 1971-2000. En 2020, Météo-France publie une typologie des climats de la France métropolitaine dans laquelle la commune est exposée à un climat de montagne ou de marges de montagne et est dans la région climatique Pyrénées centrales, caractérisée par une pluviométrie annuelle de 1 000 à 1 200 mm.
Pour la période 1971-2000, la température annuelle moyenne est de 12,6 °C, avec une amplitude thermique annuelle de 14,8 °C. Le cumul annuel moyen de précipitations est de 953 mm, avec 9,4 jours de précipitations en janvier et 6,8 jours en juillet. Pour la période 1991-2020, la température moyenne annuelle observée sur la station météorologique la plus proche, située sur la commune de Palaminy à 16 km à vol d'oiseau, est de 13,2 °C et le cumul annuel moyen de précipitations est de 715,2 mm,. Pour l'avenir, les paramètres climatiques de la commune estimés pour 2050 selon différents scénarios d'émission de gaz à effet de serre sont consultables sur un site dédié publié par Météo-France en novembre 2022.

### Milieux naturels et biodiversité

#### Espaces protégés
La protection réglementaire est le mode d’intervention le plus fort pour préserver des espaces naturels remarquables et leur biodiversité associée,.
Un  espace protégé est présent sur la commune : 
« la Garonne, l'Ariège, l'Hers Vif et le Salat », objet d'un arrêté de protection de biotope, d'une superficie de 1 658,7 ha.

#### Réseau Natura 2000

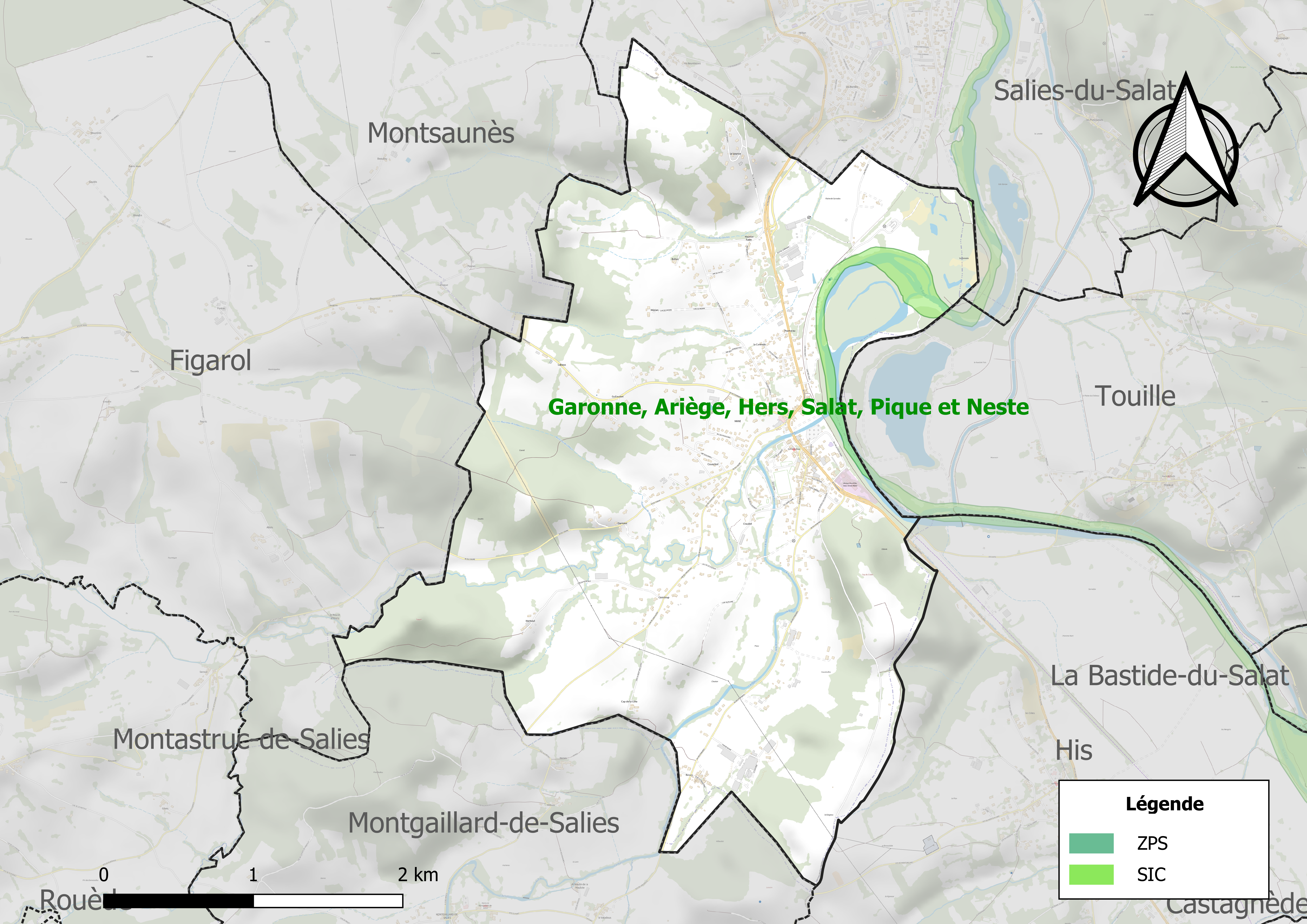
Site Natura 2000 sur le territoire communal.

Le réseau Natura 2000 est un réseau écologique européen de sites naturels d'intérêt écologique élaboré à partir des directives habitats et oiseaux, constitué de zones spéciales de conservation (ZSC) et de zones de protection spéciale (ZPS).
Un site Natura 2000 a été défini sur la commune au titre de la directive habitats : « Garonne, Ariège, Hers, Salat, Pique et Neste », d'une superficie de 9 581 ha, un réseau hydrographique pour les poissons migrateurs (zones de frayères actives et potentielles importantes pour le Saumon en particulier qui fait l'objet d'alevinages réguliers et dont des adultes atteignent déjà Foix sur l'Ariège.

#### Zones naturelles d'intérêt écologique, faunistique et floristique

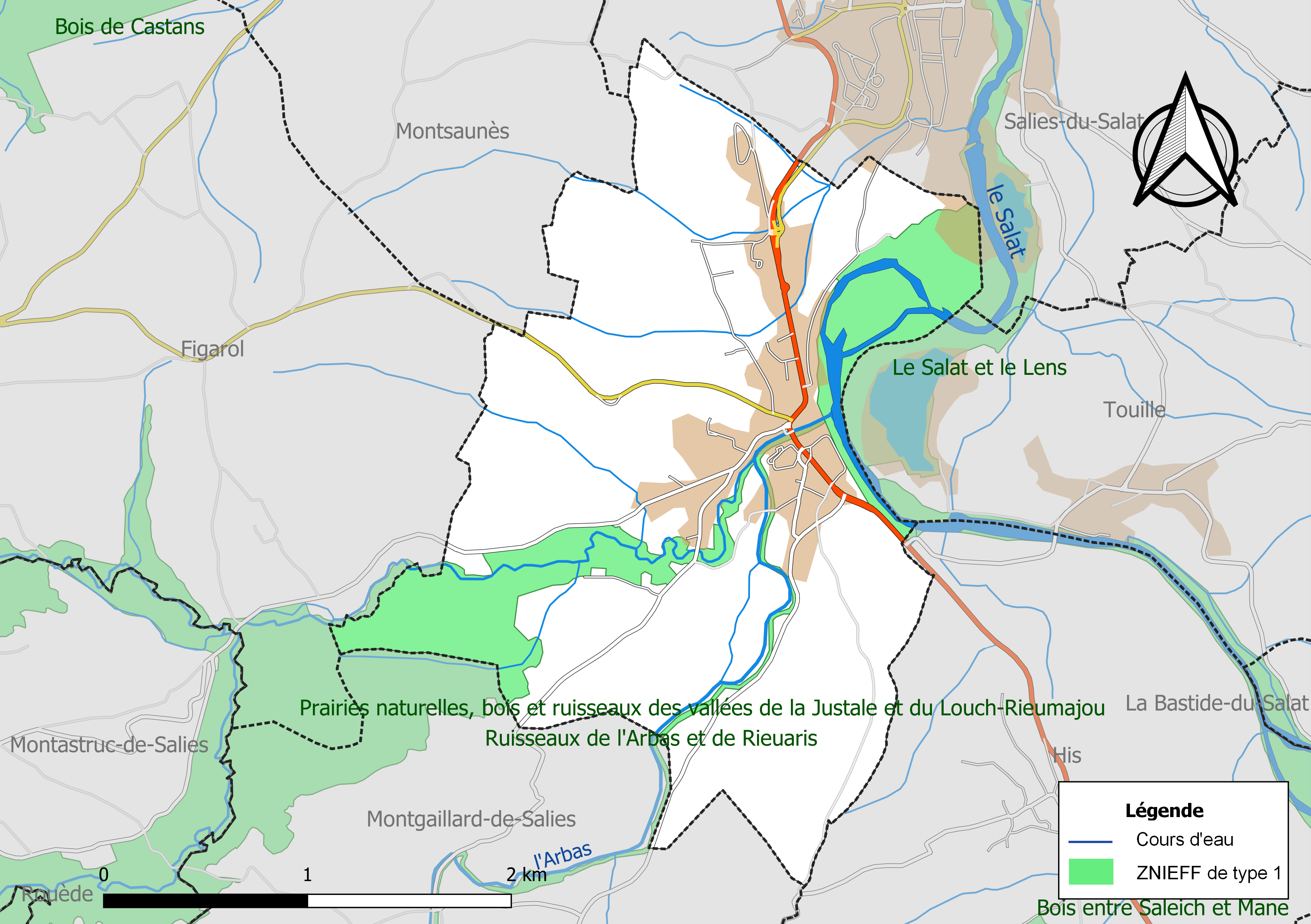
Carte des ZNIEFF de type 1 localisées sur la commune.

L’inventaire des zones naturelles d'intérêt écologique, faunistique et floristique (ZNIEFF) a pour objectif de réaliser une couverture des zones les plus intéressantes sur le plan écologique, essentiellement dans la perspective d’améliorer la connaissance du patrimoine naturel national et de fournir aux différents décideurs un outil d’aide à la prise en compte de l’environnement dans l’aménagement du territoire.
Trois ZNIEFF de type 1 sont recensées sur la commune :
- « le Salat et le Lens » (713 ha), couvrant 32 communes dont 21 dans l'Ariège et 11 dans la Haute-Garonne[23] ;
- les « prairies naturelles, bois et ruisseaux des vallées de la Justale et du Louch-Rieumajou » (487 ha), couvrant 7 communes du département[24],
- les « ruisseaux de l'Arbas et de Rieuaris » (64 ha), couvrant 9 communes du département[25] ;

## Urbanisme

### Typologie
Au 1er janvier 2024, Mane est catégorisée commune rurale à habitat dispersé, selon la nouvelle grille communale de densité à sept niveaux définie par l'Insee en 2022.
Elle appartient à l'unité urbaine de Salies-du-Salat, une agglomération intra-départementale regroupant deux  communes, dont elle est une commune de la banlieue,,. La commune est en outre hors attraction des villes,.

### Occupation des sols
L'occupation des sols de la commune, telle qu'elle ressort de la base de données européenne d’occupation biophysique des sols Corine Land Cover (CLC), est marquée par l'importance des territoires agricoles (61,1 % en 2018), une proportion sensiblement équivalente à celle de 1990 (61,8 %). La répartition détaillée en 2018 est la suivante : 
zones agricoles hétérogènes (47 %), forêts (27,2 %), prairies (14,1 %), zones urbanisées (11,7 %). L'évolution de l’occupation des sols de la commune et de ses infrastructures peut être observée sur les différentes représentations cartographiques du territoire : la carte de Cassini (XVIIIe siècle), la carte d'état-major (1820-1866) et les cartes ou photos aériennes de l'IGN pour la période actuelle (1950 à aujourd'hui).

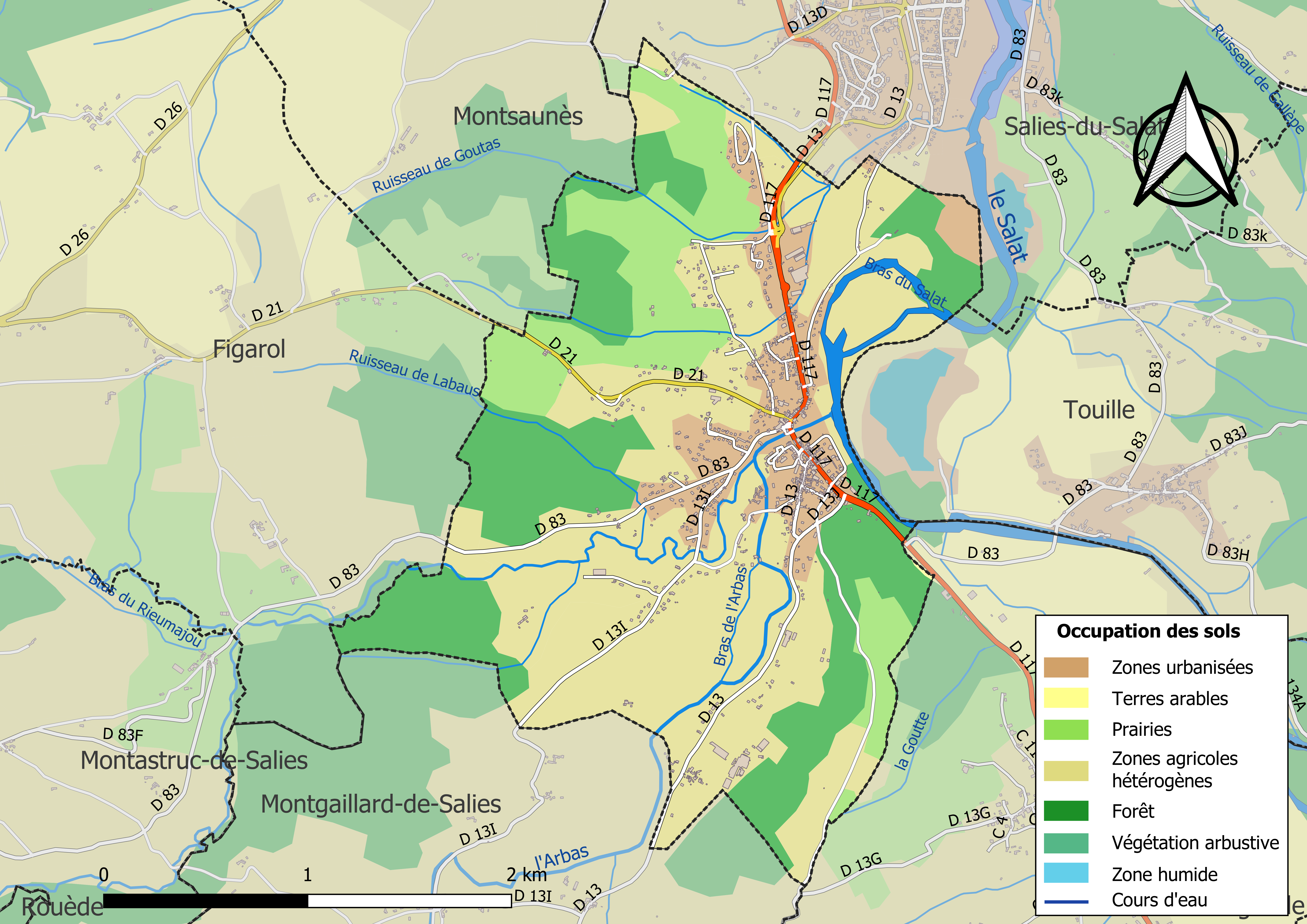
Carte des infrastructures et de l'occupation des sols de la commune en 2018 (CLC).

### Voies de communication et transports
Situé sur l'ancienne ligne de Boussens à Saint-Girons
Par la route : accès par l'A64, sortie :  20 et prendre la D 117 direction Saint-Girons, avec la ligne régulière de transport interurbain du réseau Arc-en-ciel (anciennement SEMVAT).

### Risques majeurs
Le territoire de la commune de Mane est vulnérable à différents aléas naturels : météorologiques (tempête, orage, neige, grand froid, canicule ou sécheresse), inondations, mouvements de terrains et séisme (sismicité modérée). Un site publié par le BRGM permet d'évaluer simplement et rapidement les risques d'un bien localisé soit par son adresse soit par le numéro de sa parcelle.
Certaines parties du territoire communal sont susceptibles d’être affectées par le risque d’inondation par débordement de cours d'eau, notamment l'Arbas. La commune a été reconnue en état de catastrophe naturelle au titre des dommages causés par les inondations et coulées de boue survenues en 1982, 1999, 2009 et 2018,.

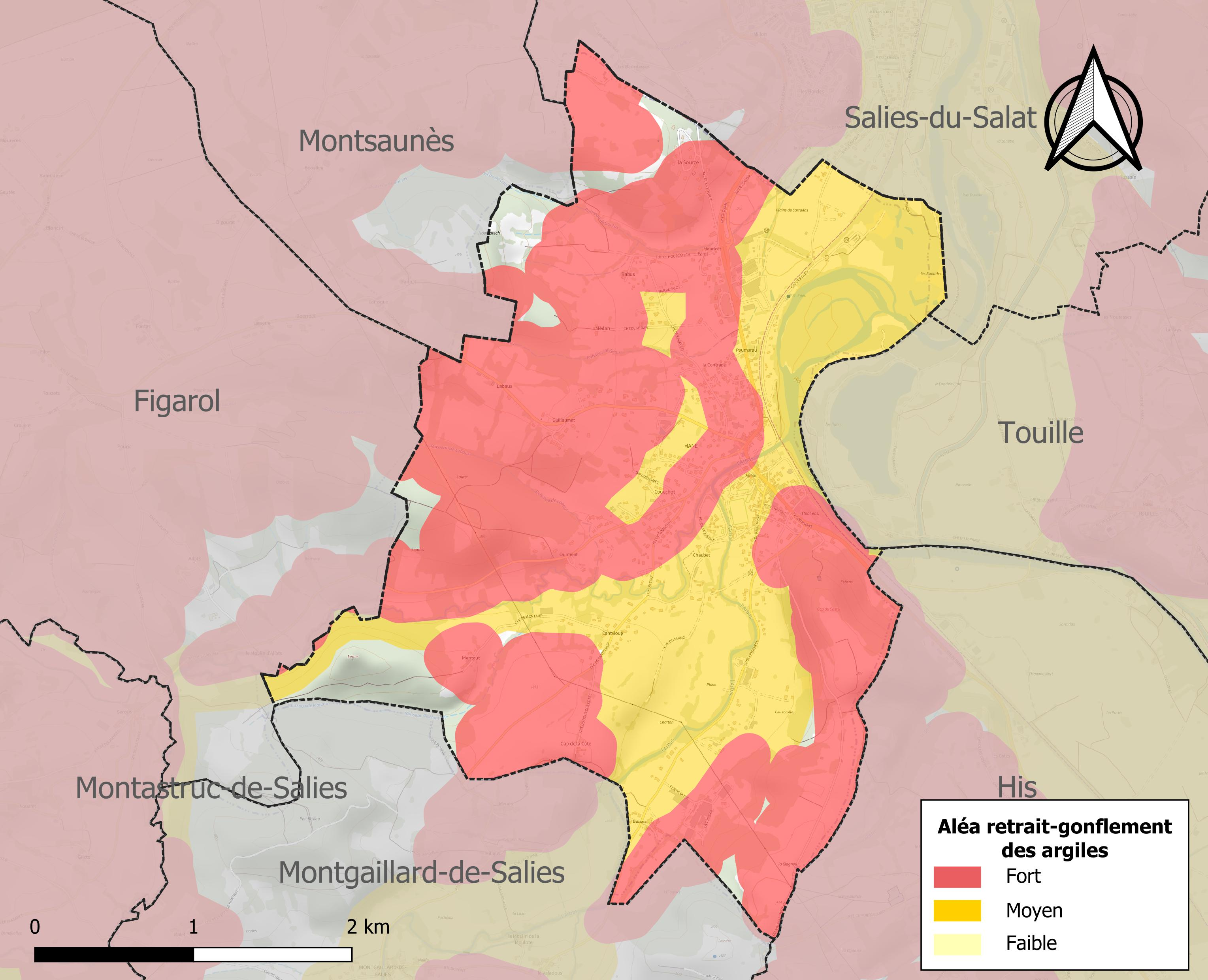
Carte des zones d'aléa retrait-gonflement des sols argileux de Mane.

La commune est vulnérable au risque de mouvements de terrains constitué principalement du retrait-gonflement des sols argileux. Cet aléa est susceptible d'engendrer des dommages importants aux bâtiments en cas d’alternance de périodes de sécheresse et de pluie. 92,7 % de la superficie communale est en aléa moyen ou fort (88,8 % au niveau départemental et 48,5 % au niveau national). Sur les 469 bâtiments dénombrés sur la commune en 2019, 466 sont en aléa moyen ou fort, soit 99 %, à comparer aux 98 % au niveau départemental et 54 % au niveau national. Une cartographie de l'exposition du territoire national au retrait gonflement des sols argileux est disponible sur le site du BRGM,.
Par ailleurs, afin de mieux appréhender le risque d’affaissement de terrain, l'inventaire national des cavités souterraines permet de localiser celles situées sur la commune.
Concernant les mouvements de terrains, la commune a été reconnue en état de catastrophe naturelle au titre des dommages causés par la sécheresse en 1989 et 2003 et par des mouvements de terrain en 1999.

## Histoire
De 1866 à 1969, la commune a bénéficié de deux haltes voyageurs sur la ligne de Boussens à Saint-Girons, une à Mane-village et la seconde intitulée "His - Mane - Touille" pour les trois communes concernées.

## Politique et administration

### Administration municipale
Le nombre d'habitants au recensement de 2011 étant compris entre 500 et 1 499 habitants, le nombre de membres du conseil municipal pour l'élection de 2014 est de quinze,.

### Rattachements administratifs et électoraux
Commune faisant partie de la huitième circonscription de la Haute-Garonne, de la communauté de communes Cagire-Garonne-Salat et du canton de Bagnères-de-Luchon (avant le redécoupage départemental de 2014, Mane faisait partie de l'ex-canton de Salies-du-Salat et, avant le 1er janvier 2017, de la Communauté de communes du canton de Salies-du-Salat).

### Liste des maires
| Période                                  | Période  | Identité                             | Étiquette | Qualité |
| ---------------------------------------- | -------- | ------------------------------------ | --------- | --- |
| 1927                                     | 1967     | Jules Masquère                       | SFIO      | Secrétaire général de la mairie de Toulouse Secrétaire de la fédération socialiste de la Haute-Garonne 1926-1931 et 1934-1940 Conseiller général du canton de Salies du Salat (1925-1967) |
| 1967                                     | 1991     | Maurice Masquère (fils du précédent) | PS        | Médecin Président du SIVOM de la région de Salies-du-Salat (1971-1991) Député (1974-1981) Conseiller général du canton de Salies du Salat (1967-1988)                                     |
| 1991                                     | En cours | Michel Masquère (fils du précédent)  | DVG       | Médecin |
| Les données manquantes sont à compléter. |          |                                      |           | |

## Population et société

### Démographie
| 1793 | 1800 | 1806 | 1821 | 1831 | 1836 | 1841 | 1846 | 1851 |
| ---- | ---- | ---- | ---- | ---- | ---- | ---- | ---- | ---- |
| 341  | 330  | 382  | 466  | 640  | 702  | 796  | 706  | 710  |

| 1856 | 1861 | 1866 | 1872 | 1876 | 1881 | 1886 | 1891 | 1896 |
| ---- | ---- | ---- | ---- | ---- | ---- | ---- | ---- | ---- |
| 723  | 692  | 757  | 739  | 742  | 778  | 746  | 678  | 682  |

| 1901 | 1906 | 1911 | 1921 | 1926 | 1931 | 1936 | 1946 | 1954 |
| ---- | ---- | ---- | ---- | ---- | ---- | ---- | ---- | ---- |
| 656  | 675  | 649  | 584  | 568  | 628  | 612  | 634  | 680  |

| 1962 | 1968 | 1975  | 1982  | 1990  | 1999  | 2004 | 2006 | 2009 |
| ---- | ---- | ----- | ----- | ----- | ----- | ---- | ---- | ---- |
| 878  | 905  | 1 019 | 1 093 | 1 054 | 1 026 | 997  | 967  | 998  |

| 2014 | 2019 | 2022 | - | - | - | - | - | - |
| ---- | ---- | ---- | - | - | - | - | - | - |
| 984  | 956  | 961  | - | - | - | - | - | - |

### Enseignement
Mane fait partie de l'académie de Toulouse.
L'école primaire publique Maurice Masquère est située sur la commune.
La Maison familiale rurale de Mane est un établissement d'enseignement privé, régi par la loi du 1er juillet 1901, sous contrat avec le ministère de l'Agriculture. Elle forme aujourd'hui près de 100 jeunes dans des filières de formation allant de la 4e au Brevet d'études professionnelles agricoles. Elle dispense également des formations sanitaires et sociales pour jeunes et adultes comme le Diplôme d'État d'Auxiliaire de Vie Sociale en formation continue ou par apprentissage.

### Santé
À Salies-du-Salat : établissement de la Fontaine Salée est une antenne du centre hospitalier universitaire de Toulouse qui propose des soins en médecine physique et de réadaptation mais aussi en diabétologie et maladie de la nutrition.

### Écologie et recyclage
La déchetterie intercommunale est située sur la commune au lieu-dit Les Espiades, chemin des Isles. Elle est gérée par le SIVOM de la région de Salies-du-Salat puis par la Communauté de communes Cagire Garonne Salat.

## Économie

### Revenus
En 2018  (données Insee publiées en septembre 2021), la commune compte 480 ménages fiscaux, regroupant 942 personnes. La médiane du revenu disponible par unité de consommation est de 20 410 € (23 140 € dans le département).

### Emploi
|                | 2008  | 2013   | 2018   |
| -------------- | ----- | ------ | ------ |
| Commune        | 9,3 % | 11,1 % | 10,5 % |
| Département    | 7,7 % | 9,6 %  | 9,3 %  |
| France entière | 8,3 % | 10 %   | 10 %   |

En 2018, la population âgée de 15 à 64 ans s'élève à 524 personnes, parmi lesquelles on compte 75,5 % d'actifs (64,9 % ayant un emploi et 10,5 % de chômeurs) et 24,5 % d'inactifs,. Depuis 2008, le taux de chômage communal (au sens du recensement) des 15-64 ans est supérieur à celui de la France et du département.
La commune est hors attraction des villes,. Elle compte 396 emplois en 2018, contre 378 en 2013 et 402 en 2008. Le nombre d'actifs ayant un emploi résidant dans la commune est de 352, soit un indicateur de concentration d'emploi de 112,5 % et un taux d'activité parmi les 15 ans ou plus de 48,4 %.
Sur ces 352 actifs de 15 ans ou plus ayant un emploi, 96 travaillent dans la commune, soit 27 % des habitants. Pour se rendre au travail, 84,6 % des habitants utilisent un véhicule personnel ou de fonction à quatre roues, 2,6 % les transports en commun, 8,5 % s'y rendent en deux-roues, à vélo ou à pied et 4,3 % n'ont pas besoin de transport (travail au domicile).

### Activités hors agriculture

#### Secteurs d'activités
67 établissements sont implantés  à Mane au 31 décembre 2019. Le tableau ci-dessous en détaille le nombre par secteur d'activité et compare les ratios avec ceux du département,.
| Secteur d'activité                                                                                        | Commune | Commune | Département |
| Secteur d'activité                                                                                        | Nombre  | %       | %           |
| --- | ------- | ------- | ----------- |
| Ensemble                                                                                                  | 67      |         |             |
| Industrie manufacturière, industries extractives et autres                                                | 4       | 6 %     | (5,7 %)     |
| Construction                                                                                              | 8       | 11,9 %  | (12 %)      |
| Commerce de gros et de détail, transports, hébergement et restauration                                    | 33      | 49,3 %  | (25,9 %)    |
| Activités immobilières                                                                                    | 2       | 3 %     | (4,2 %)     |
| Activités spécialisées, scientifiques et techniques et activités de services administratifs et de soutien | 7       | 10,4 %  | (19,8 %)    |
| Administration publique, enseignement, santé humaine et action sociale                                    | 7       | 10,4 %  | (16,6 %)    |
| Autres activités de services                                                                              | 6       | 9 %     | (7,9 %)     |

Le secteur du commerce de gros et de détail, des transports, de l'hébergement et de la restauration est prépondérant sur la commune puisqu'il représente 49,3 % du nombre total d'établissements de la commune (33 sur les 67 entreprises implantées à Mane), contre 25,9 % au niveau départemental.

#### Entreprises et commerces
Les quatre entreprises ayant leur siège social sur le territoire communal qui génèrent le plus de chiffre d'affaires en 2020 sont : 
- SA Fergui, supermarchés (21 179 k€)
- SARL Mario Bottarel Et Fils, sciage et rabotage du bois, hors imprégnation (2 455 k€)
- Taxi Giaveri Mathieu, transports de voyageurs par taxis (165 k€)
- Agence Des 3 Pics - A3P, agences immobilières (77 k€)

Bourg aux confins de la Haute-Garonne, étape sur la RD 117, Mane offre les principaux commerces et services nécessaires à la population locale en synergie avec la commune voisine de Salies-du-Salat.

### Agriculture
|               | 1988 | 2000 | 2010 | 2020 |
| ------------- | ---- | ---- | ---- | ---- |
| Exploitations | 16   | 11   | 6    | 2    |
| SAU (ha)      | 235  | 186  | 90   | 14   |

La commune est dans « La Rivière », une petite région agricole localisée dans le sud du département de la Haute-Garonne, constituant la partie piémont au relief plus doux que les Pyrénées centrales la bordant au sud et où la vallée de la Garonne s’élargit. En 2020, l'orientation technico-économique de l'agriculture sur la commune est la polyculture et/ou le polyélevage. Deux exploitations agricoles ayant leur siège dans la commune sont dénombrées lors du recensement agricole de 2020 (16 en 1988). La superficie agricole utilisée est de 14 ha,,.

## Culture locale et patrimoine

### Lieux et monuments

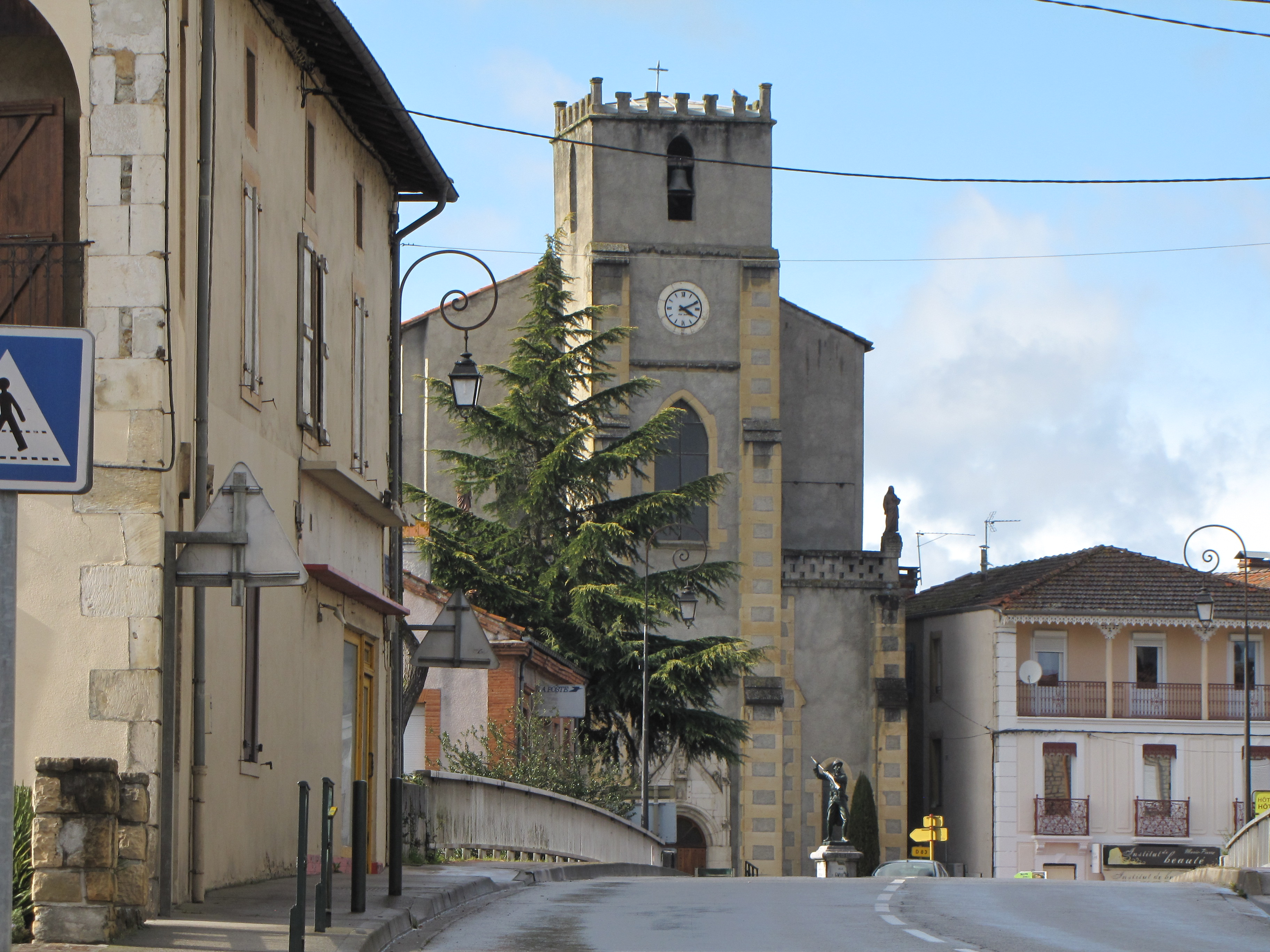
Église Saint-Barthélemy.

- Église Saint-Barthélemy.

### Personnalités liées à la commune
- Maurice Masquère (1915-1991), homme politique, député.
- Jacques Muron (1950), graveur.

## Pour approfondir